# بيتر أمان
بيتر أمان هو راكب الكنو سويسري، ولد في 5 فبراير 1957.

## وصلات خارجية
- بيتر أمان على موقع أوليمبيديا (الإنجليزية)